# Миршавый, Алексей Викторович
Алексе́й Ви́кторович Мирша́вый (укр. Олексій Вікторович Миршавий; 21 мая 1988, Ворошиловград — 7 ноября 2022, Новосёловское) — украинский военнослужащий, младший сержант, участник российско-украинской войны. Герой Украины (8 июля 2023, посмертно).

## Биография
Служил командиром ударно-штурмовой группы 92-й отдельной механизированной бригады имени кошевого атамана Ивана Сирко Вооруженных сил Украины. С 24 февраля 2022 года участвовал в отпоре полномасштабного вторжения войск РФ в Украину. Погиб 7 ноября 2022 года возле села Новосёловское Сватовского района Луганской области.
Похоронен на Аллее Славы в Чугуеве.

## Награды
- Звание «Герой Украины» с удостоением ордена «Золотая Звезда» (8 июля 2023, посмертно) — за личное мужество и героизм, проявленные в защите государственного суверенитета и территориальной целостности Украины, верность военной присяге[4].
- Орден «За мужество» III степени (12 марта 2021, посмертно) — за личное мужество и самоотверженные действия, проявленные в защите государственного суверенитета и территориальной целостности Украины, верность военной присяге[5].